# 旧杜文施泰特
旧杜文施泰特是德国石勒苏益格－荷尔斯泰因州的一个市镇。总面积20.42平方公里，总人口1856人，其中男性927人，女性929人（2011年12月31日），人口密度91人/平方公里。